# José Manuel Neves Pinto
José Manuel Neves Pinto (Lisboa, 5 de Fevereiro de 1981) é um jogador de râguebi português. É licenciado em Medicina. Jogou pelo Grupo Desportivo de Direito, de 1999/2000 a 2006/2007. Transferiu-se depois da fase final do Campeonato do Mundo de 2007 para o CRC Madrid Noroeste, e, em Novembro de 2007, para o Benetton Rugby Treviso.
Conta actualmente com 34 jogos pela Selecção Nacional, com 3 ensaios e uma conversão. Actuou nos quatro jogos da fase final do Campeonato do Mundo de 2007, sendo escolhido como "Homem do Jogo", na derrota de 5-31 com a Itália.